# Mala Buzova, Șîșakî
Mala Buzova (în ucraineană Мала Бузова) este un sat în comuna Velîka Buzova din raionul Șîșakî, regiunea Poltava, Ucraina.

## Demografie
Componența lingvistică a localității Mala Buzova
     Ucraineană (98,43%)
     Rusă (1,57%)
Conform recensământului din 2001, majoritatea populației localității Mala Buzova era vorbitoare de ucraineană (98,43%), existând în minoritate și vorbitori de rusă (1,57%).